# 新巨駅
新巨駅（シンゴえき）は、大韓民国慶尚北道清道郡清道邑新道1里にある、韓国鉄道公社（KORAIL）京釜線の駅。
旅客営業休止中だが、駅の近隣住民は新巨駅の営業再開を望んでいる。

## 駅構造
相対式ホーム2面2線を有する地上駅。駅舎は1988年に撤去され、現在はない。

## 駅周辺
- セマウル路
- セマウル運動発祥地記念館
- 密陽江

## 歴史
- 1967年6月11日 - セマウル運動7次事業により完工、無配置簡易駅として開業。[2]
- 1970年 - 普通駅に格上げ。
- 1988年 - 駅舎撤去。
- 2007年6月1日 - 旅客取り扱い中止。

## 隣の駅
韓国鉄道公社　
京釜線（全列車通過）　
清道駅 - 新巨駅 - 上東駅